# Tasmanoonops magnus
Tasmanoonops magnus là một loài nhện trong họ Orsolobidae.
Loài này thuộc chi Tasmanoonops. Tasmanoonops magnus được V. V. Hickman miêu tả năm 1979.